# Вепр (автомат)
Вепр — перша штурмова гвинтівка українського виробництва калібру 5,45 мм. Гвинтівка є bullpup-модифікацією радянського автомата АК-74.

## Історія
У 1993 році фахівцями артилерійської бази озброєння Міністерства оборони в Ніжині (Чернігівська область) в ініціативному порядку були розпочаті роботи зі створення автомата «буллпап» на базі РПК під набій 7,62×39. У 1994 році був створений автомат, який отримав назву «Вепр» зразок № 1.
Його конструкторами були три людини:
- полковник Анатолій Анатольєв
- його заступник, підполковник Володимир Шейко
- начальник цеху стрілецької зброї майор Андрій Жарков.

Дослідний зразок був створений практично в кустарних умовах, без особливого устаткування, найтехнологічнішим був трофейний німецький верстат, виготовлений у 1913 році. Робили автомат з РПК 5-ї категорії зберігання (1-ша — зброя щойно з заводу, 5-та — пряма дорога в переплавку). Деталі робили з підручних матеріалів — наприклад, тягу зробили з шомпола від пневматичної гвинтівки.
В ударно-спусковий механізм внесли зміни — для плавності спуску прибрали виріз в шепталі одиночного вогню. Газова трубка тепер не мала накладки, зате на кришці ствольної коробки з'явилася накладка для щоки. Зробили і нові магазини двох типів: на 5 і 10 набоїв.
Коли починали розробку, то військові відчули сильний тиск, в тому числі з боку СБУ — вони не мали офіційних підстав для такої діяльності.
Однак, новаторам пощастило — в Головному ракетно-артилерійському управлінні озброєння Міністерства оборони України виявилися розумні люди. Креслення потрапили на стіл міністру оборони, який схвалив це їх починання. Далі було простіше: оформили замовлення від міністерства, тобто отримали законне обґрунтування свого «самоуправства».
У 1994 році також розробили зразки № 2 та № 3 на базі РПК-74 5,45×39 мм та АКМ 7,62×39 мм. Пізніше переробили карабін СКС — № 4. Вартість переробки однієї одиниці стандартної зброї в “буллпап” на той момент становила 300 грн.
Першу публічну презентацію було здійснено на виставці «Зброя-95», там «Вепр» хвалили всі, в тому числі і тодішній міністр оборони Шмаров, який запропонував перейменувати «Вепр» в «Вовка» і «Росомаху», так як нібито в Росії вже був свій «Вепр». Обіцяв дати грошей, замовити дослідну партію, влаштувати військові випробування. Але потім міністра змінили на посаді і на цьому справа затихла.
Тим часом конструктори на особистих контактах організували майже військові випробування своєї зброї. Ніжинську зброю випробовували і відстрілювали представники різних родів військ і спеціальних служб: від снайперів антитерористичного центру «Альфа» при СБУ до підрозділу охорони «Титан» і командування аеромобільних військ.
Десантникам «буллпап» особливо сподобався, адже СГД через свої габарити скидається в окремому контейнері, а з «буллпап» парашутисти могли б вести вогонь прямо з повітря. Всі інші відзначили точність і купність — рівну показниками СГД на дистанції до 400 метрів, малі габарити, зручність в бойовому і похідному положенні.
Анатольєв і компанія запатентували свій винахід, але в 2001 році ніжинських конструкторів викликало керівництво й наказало передати всю документацію з проекту для доопрацювання Київському радіозаводу.
У 2003 році керівництвом державного підприємства «Науковий центр точного машинобудування» було представлено результат дворічної роботи й інвестиції 100 000 доларів, зброю майбутнього – «Вепр». Руків'я перезарядження було винесене на газовідвідний вузол, ствол, за словами розробників, покритий особливим надміцним покриттям, але все інше практично ідентичне ніжинському зразку 1994 року.
Автомат Вепр розроблений Науковим центром точного машинобудування на замовлення силових структур. Це одна з численних bullpup-модифікацій популярного радянського автомата АК-74. Подібними розробками займалися Китай (Norinco Type 86S), ПАР (Vector CR-21), Польща (Kbk wz. 2005 Jantar), Росія (ОЦ-14 «Гроза»), Фінляндія (Valmet M82) та ін.
Вепр вперше був представлений у 2003 році та позиціонував себе як заміна автомата Калашникова, який стоїть на озброєнні силових структур України, перш за все для прикордонних та миротворчих військ. Його розробка тривала два роки і обійшлася вона майже в 100 тис. доларів в той час, як сам автомат, станом на 2003 р., оцінювався у 100 доларів. Ще один рік знадобився для його випробування. На випробуваннях, проведених українськими спецпідрозділами, автомат Вепр показав високу надійність роботи автоматики, хороший баланс зброї та купчастість бою, мінімальний час перенесення вогню по фронту і в глибину. Міністерство оборони України до 2010 р. планувало закупити декілька десятків тисяч автоматів. Проте за підрахунками експертів, щоб запустити дану модель у серійне виробництво, станом на той же 2003 р., необхідно було близько 500 тис. доларів, а оскільки творці Вепра претендували на світовий ринок озброєння, оцінюючи його лише у сотню доларів або півтора сотні для міжнародного ринку, то у цьому немає сенсу. Крім того не було визначено підприємства, де мався б випускатися Вепр. Хоча єдиним місцем в Україні, де виробляється бойова зброя, на той час вважалося КП «НВО «Форт» МВС України» в м. Вінниця, але крім нього, цим ще може займатися ДП "Науково-технічний комплекс «Завод точної механіки» в м. Кам'янець-Подільський. До того ж слід ще додати, що ця розробка викликала здивування в російському «ІжМаші», де виготовляються автомати Калашникова. На їх думку, перш ніж налагоджувати серійне виробництво автомата Вепр, слід отримати дозвіл від російської сторони, тому що Вепр є модернізована версія АК, а цей автомат, у свою чергу, є інтелектуальна власність заводу. «ІжМаш» має на нього так званий Євразійський патент, котрий діє в Росії, Білорусі та в інших країнах. А ще національні патенти Туреччини, Словенії, Грузії, а також й України № 45494 від 24 липня 1997 року. Але директор наукового центру Олександр Селюков заперечував звинувачення в порушенні міжнародних угод у зв'язку з здійсненною на замовлення Міністерства оборони України модернізацією легкої стрілецької зброї. Він зазначав, що Україна не виробляла автомати АК-74 і не планувала їх виробництво, тому необхідності у ліцензії на виробництво цих автоматів не було, а автомат Вепр має зовсім інший дизайн, менше деталей і спеціально розроблений для стрільби як лівою, так й правою рукою.
У середині 2004 року НЦТМ продемонстрував модифікацію автомата Вепр, оснащеного підствольним гранатометом калібру 40 мм. Цього ж року Міноборони збиралося придбати першу партію автоматів обсягом у 16 тис. од., однак через брак коштів ці плани не здійснилися.

## Опис
Штурмова гвинтівка створена за зразком всесвітньо відомого радянського автомата Калашникова, однак український аналог на 200 г легший, на чверть коротший, а точність стрільби вдвічі перевищує АК.
Компоненти штурмової гвинтівки:
- ствол зі ствольною коробкою, прицільним пристосуванням, прикладом та ударно-спусковим механізмом;
- кришка ствольної коробки;
- затворна рама з газовим поршнем;
- затвор;
- зворотний механізм;
- газова трубка з рукояткою заряджання;
- вузол цівки з пістолетною рукояткою та запобіжником;
- магазин.

Запобіжник виконаний окремим механізмом у вигляді «поперечного повзунка», на зразок того, що застосовується в російському карабіні Вепрь-308 Супер, і розташований над спусковим гачком. Це дало можливість значно скоротити час на його вимкнення.
Руків'я заряджання та запобіжник можуть бути легко переставлені стрільцем на будь-який зручний для нього бік. При цьому рукоятка заряджання, виконана окремим вузлом, нерухома при стрільбі, що підвищує безпеку при поводженні зі зброєю і дозволяє стріляти як з правого, так й з лівого плеча. Завдяки зміні конструкції рукоятки заряджання (виконаної окремим вузлом) позбулися від довгого вирізу під неї в кришці ствольної коробки, а це значно підвищило захищеність автомата від попадання бруду всередину, підвищуючи його надійності в цілому.
Слід ще зауважити, що видалення рукоятки заряджання із затворної рами позитивно сказалося на її балансуванні і також сприяло деякому підвищенню купчастості стрільби.
Ще однією особливістю автомата Вепр є те, що елементи утримання зброї — вузол цівки та пістолетної рукоятки кріпиться до ствольної коробки без опори на ствол. Це виключає його неконтрольоване прогинання та підвищує точність стрільби.
Ствол консольно закріплений у вкладиші ствольної коробки і не несе ніякого навантаження. Вузол цівки та пістолетної рукоятки від'єднується від автомата одним рухом — посередництвом віджимання вперед-вниз важіля стопору, розташованого на тильній частині пістолетної рукоятки.
Позитивною особливістю автомата Вепр є й те, що цівка практично на всю довжину закриває ствол, запобігаючи його від нерівномірного охолодження при боковому вітрі, що приводить до його коробленню, а також захищає руки стрільця від опіків. Пластикова накладка на кришці ствольної коробки виключає контакт щоки стрільця з металом та покращує зручність прицілювання.
Конструкція приклада є особливістю компоновки. Приклад, як самостійний елемент конструкції, відсутній. Його роль виконує затильник, жорстко закріплений на тильній частині ствольної коробки. Позитивною особливістю даної конструкції є підвищення жорсткості частини автомата, що прикладається до плеча стрільця, і те, що в bullpup затильник приклада не може бути вже ствольною коробкою (останнє позитивно впливає на характер відбою зброї). Крім того, верхня частина затильника прикладу захищає кнопку напрямного стержня зворотного механізму, виключаючи її випадкове натиснення та відокремлення кришки ствольної коробки.
Автомат оснащується полум'ягасником-дуловим гальмо-компенсатором та багнет-ножем. У комплект автомата входять: приладдя, ремінь та підсумок (пенал з приладдям розбірний дволанковий шомпол носяться окремо в підсумку).
У порівнянні з АК-74, автомат Вепр набув ряд переваг.
- Ручка керування вогнем знаходиться перед магазином — вона розташована в центрі ваги, за пістолетним принципом. Перевагою такого рішення є те, що боєць може тримати автомат однією рукою.

- При стрільбі довгими чергами Вепр, на відміну від звичайного автомата Калашникова, не задирає вверх-вправо, а вібрує паралельно лінії прицілювання, практично не змінюючи положення ствола. За рахунок ширшого затильника прикладу відбій став більш м'яким.

- Вепр налаштовується не тільки під «правшу», але й під «шульгу».

- За даними різних джерел, на відмінну від автомата Калашникова, в українській зброї на 43 деталі менше.

Крім того, конструкторам вдалося удвічі збільшити показники точності стрільби (у порівнянні з АК).

### Прицільні пристосування
Приціл автомата діоптричного типу. Його стійка — складна, що запобігає приціл від механічного пошкодження. Стійка оснащена гвинтом регулювання, що дозволяє змінювати положення діоптра по горизонталі в межах 2,5 мм вправо-вліво. Приведення зброї до нормального бою по вертикалі здійснюється вгвинчуванням-вигвинчуванням штатної мушки від автомата Калашникова. На додаток до діоптричного є можливість встановлення будь-яких оптичних прицілів (у тому числі коліматорних, ЛЦУ та ін.) на спеціальну бокову прицільну планку. В автоматі також втілена можливість кріплення «тактичного» ременя за задню стійку мушки, аналогічно M16.

### Додаткове оснащення
Автомат спочатку розроблювався з урахуванням приєднання до нього підствольного гранатомету. Оскільки штатний армійський підствольний гранатомет ГП-25 не може бути приєднаним до автомата Вепр з огляду на особливості його конструкції, був розроблений його модернізований варіант, який може бути встановлений замість штатної цівки буквально за декілька секунд. При цьому родзинкою конструкції є те, що запобіжник автомата в цьому випадку буде запобіжником й для гранатомета, спрощуючи поводження зі зброєю. Є також блокування від випадкового одночасного натиснення спускових гачків автомата та гранатомета.

## Порядок розбирання автомата
Загальний порядок розбирання Вепра проводиться майже так, як й в автоматі Калашникова, окрім виймання пеналу з приклада та відокремлення шомпола.
Розбирання автомата може бути повним і неповним. Повне розбирання автомата здійснюється для чищення його при значному забрудненні, після перебування його під дощем, у піску чи снігу, при переході на інше мастило і для ремонту. У всіх інших випадках виконується неповне розбирання.
Розбирається і складається автомат на столі або на чистій підстилці. Частини і механізми складають у порядку розбирання. Поводитися з ними слід обережно, не класти одну частину на іншу, не прикладати зайвих зусиль, не робити різких ударів.
Неповне розбирання автомата виконується так:
1. Відокремити магазин.
2. Відокремити дуловий гальмо-компенсатор.
3. Відокремити кришку ствольної коробки.
4. Відокремити зворотний механізм.
5. Відокремити затворну раму із затвором.
6. Відокремити затвор від затворної рами.
7. Відокремити газову трубку зі сталевою накладкою.

Послідовність неповного розбирання автомата повторіть за скороченою схемою.
Збирання автомата здійснюється в зворотній послідовності. Під час збирання необхідно звіряти номери частин і механізмів автомата.

## Порівняльні ТТХ із закордонними аналогами

### ТТХ у порівнянні з автоматом Калашникова
| Автомати                           | Вепр                         | АК-74                        |
| ---------------------------------- | ---------------------------- | ---------------------------- |
| Тип автоматики                     | газовідвід, зворотний затвор | газовідвід, зворотний затвор |
| Калібр, мм                         | 5,45                         | 5,45                         |
| Тип боєприпасу                     | 5,45×39                      | 5,45×39                      |
| Кількість нарізів, шт              | 4                            | 4                            |
| Маса з неспорядженим магазином, кг | 3,1                          | 3,3                          |
| Маса зі спорядженим магазином, кг  | 3,4                          | 3,6                          |
| Довжина зброї, мм                  | 702                          | 943                          |
| Довжина ствола, мм                 | 415                          | 415                          |
| Боєпостачання, од                  | 30                           | 30                           |
| Початкова швидкість кулі, м/с      | 900                          | 900                          |
| Ефективна дальність стрільби, м    | 1000                         | 650                          |
| Бойова скорострільність, постр/хв  | 600-650                      | 650                          |

### ТТХ у порівнянні із закордоннимиbullpup-аналогами
| Автомати                           | Вепр                         | Type 86S                     | CR-21                        | Jantar                       | ОЦ-14 «Гроза»                | M82                          |
| ---------------------------------- | ---------------------------- | ---------------------------- | ---------------------------- | ---------------------------- | ---------------------------- | ---------------------------- |
| Тип автоматики                     | газовідвід, зворотний затвор | газовідвід, зворотний затвор | газовідвід, зворотний затвор | газовідвід, зворотний затвор | газовідвід, зворотний затвор | газовідвід, зворотний затвор |
| Калібр, мм                         | 5,45                         | 7,62                         | 5,56                         | 5,56                         | 9                            | 5,56                         |
| Тип боєприпасу                     | 5,45×39                      | 7,62×39                      | 5,56×45                      | 5,56×45                      | 9×39                         | 5,56×45                      |
| Кількість нарізів, шт              | 4                            | 4                            | 4                            | 4                            | 4                            | 4                            |
| Маса з неспорядженим магазином, кг | 3,1                          | 3,59                         | н/д                          | 3,8                          | 3,2                          | 3,3                          |
| Маса зі спорядженим магазином, кг  | 3,4                          | н/д                          | 3,8                          | н/д                          | н/д                          | н/д                          |
| Довжина зброї, мм                  | 702                          | 667                          | 760                          | 743                          | 700                          | 710                          |
| Довжина ствола, мм                 | 415                          | 438                          | 460                          | 457                          | 415                          | 420                          |
| Боєпостачання, од                  | 30 або 50                    | 20 або 30                    | 20 або 35                    | 30                           | 20                           | 30                           |
| Початкова швидкість кулі, м/с      | 1000                         | н/д                          | н/д                          | 920                          | 300                          | н/д                          |
| Ефективна дальність стрільби, м    | 1000                         | н/д                          | 500                          | н/д                          | 700                          | н/д                          |
| Бойова скорострільність, постр/хв  | 600-650                      | н/д                          | 600-750                      | н/д                          | 750                          | 650                          |

## У відеоіграх
- У південнокорейському онлайн-шутері CrossFire (2007), «Вепр» є одною з доступних для гравця гвинтівок.
- У американському шутері Call of Duty: Ghosts (2013), «Вепр», помилково визначений як пістолет-кулемет, доступний у кампанії (використовується солдатами Федерації), режимі "Вимирання" (коштує $1500), та багатокористувацькій грі (коштує 8 ОЗ).
- В українському онлайн-шутері Survarium (2014), «Вепр» був доступний для фракції «Поселення Край» і відповідав 7 рівню екіпіровки.
- У китайському онлайн-шутері Call of Duty: Online (2015), «Вепр», помилково визначений як пістолет-кулемет, був доступний для гравця.